# Demande à la poussière (groupe)
 (novembre 2022).
Si vous disposez d'ouvrages ou d'articles de référence ou si vous connaissez des sites web de qualité traitant du thème abordé ici, merci de compléter l'article en donnant les références utiles à sa vérifiabilité et en les liant à la section « Notes et références ».
 (novembre 2022).
La mise en forme du texte ne suit pas les recommandations de Wikipédia : il faut le « wikifier ».
Les points d'amélioration suivants sont les cas les plus fréquents. Le détail des points à revoir est peut-être précisé sur la page de discussion.
- Les titres sont pré-formatés par le logiciel. Ils ne sont ni en capitales, ni en gras.
- Le texte ne doit pas être écrit en capitales (les noms de famille non plus), ni en gras, ni en italique, ni en « petit »…
- Le gras n'est utilisé que pour surligner le titre de l'article dans l'introduction, une seule fois.
- L'italique est rarement utilisé : mots en langue étrangère, titres d'œuvres, noms de bateaux, etc.
- Les citations ne sont pas en italique mais en corps de texte normal. Elles sont entourées par des guillemets français : « et ».
- Les listes à puces sont à éviter, des paragraphes rédigés étant largement préférés. Les tableaux sont à réserver à la présentation de données structurées (résultats, etc.).
- Les appels de note de bas de page (petits chiffres en exposant, introduits par l'outil «  Source ») sont à placer entre la fin de phrase et le point final[comme ça].
- Les liens internes (vers d'autres articles de Wikipédia) sont à choisir avec parcimonie. Créez des liens vers des articles approfondissant le sujet. Les termes génériques sans rapport avec le sujet sont à éviter, ainsi que les répétitions de liens vers un même terme.
- Les liens externes sont à placer uniquement dans une section « Liens externes », à la fin de l'article. Ces liens sont à choisir avec parcimonie suivant les règles définies. Si un lien sert de source à l'article, son insertion dans le texte est à faire par les notes de bas de page.
- La présentation des références doit suivre les conventions bibliographiques. Il est recommandé d'utiliser les modèles {{Ouvrage}}, {{Chapitre}}, {{Article}}, {{Lien web}} et/ou {{Bibliographie}}. Le mode d'édition visuel peut mettre en forme automatiquement les références.
- Insérer une infobox (cadre d'informations à droite) n'est pas obligatoire pour parachever la mise en page.

Pour une aide détaillée, merci de consulter Aide:Wikification.
Si vous pensez que ces points ont été résolus, vous pouvez retirer ce bandeau et améliorer la mise en forme d'un autre article.
Pour les articles homonymes, voir Demande à la poussière (homonymie).
Demande à la poussière est un groupe de métal français originaire de Margency, en Île-de-France.
Fondé en 2017, le groupe publie un album éponyme en septembre 2018 signé chez Argonauta Records, puis un second album, « Quiétude Hostile », en Mars 2021 sous le label My Kingdom Music.

## Biographie

### Débuts (2017 - 2020)
Demande à la poussière, dont le nom est inspiré directement du roman de John Fante sans lien avec celui-ci, est formé en 2017 par des membres de The Great Old Ones, Würm et Omrade.
Le line-up est alors composé de Jeff Grimal - chant et guitare (The Great Old Ones / Spectracle), Edgard Chevalier - machines (ex Würm / Gloomy Hellium Bath), Vincent Baglin - batterie (Moshi-Moshi), Christophe Denhez - chant (Nerv / Omrade / Jarell / Why draft / The Cleaner / 6:33 / Nicht / Gloomy Hellium Bath, Ophe, In The Guise of Men) et Jiu - basse (session) (ex No Return).
Le groupe enregistre rapidement son premier album au Lower Tones Place Studio en septembre 2017 et utilise des influences diverses pour combiner la lourdeur du sludge et du doom à la noirceur du black métal, avec l'intensité de l’atmosphère post-rock teintée de hardcore.

### Quiétude hostile (depuis 2021)
Distribué par My Kingdom Music, Quiétude Hostile est le deuxième album du groupe. Ponctué par un changement de line-up (départ de Jeff, arrivée de Neil - Gloomy Hellium Bath), il offre une balade encore plus sombre que le précédent album éponyme et veut narrer sur fond de textes abrasifs "la lassitude latente inhérente à la vie moderne".
La « Quiétude Hostile » est l’état second dans lequel on se trouve entre l’explosion de colère imminente et le calme apparent.

## Style musical et thèmes
Le groupe délivre un son hypnotique mais agressif qui évolue du blackened post-metal au sludge et doom, avec une ambiance apocalyptique et triste.
Il évolue dans un style entre le Doom et le Post Black-Metal,.

## Membres

### Membres actuels
- Simon « Gévaudan » Perrin – chant / guitare (depuis 2022)
- Neil Leveugle – basse (depuis 2018)
- Edgard Chavelier – guitare (depuis 2017)
- Vincent Baglin – batterie (depuis 2017)

### Anciens membres
- Jeff Grimal – chant (2017 - 2019)
- Christophe « Krys » Denhez – chant / guitare (2017 - 2022)